# Jürnjakob Timm
Jürnjakob Timm (* 1949 in Neubrandenburg) ist ein deutscher Cellist und Hochschullehrer. Er spielte über vierzig Jahre im Gewandhausorchester Leipzig und im Gewandhaus-Quartett.

## Leben und Wirken
Jürnjakob Timm studierte von 1965 bis 1970 an der Leipziger Hochschule für Musik und speziell Violoncello bei Friedemann Erben. Während seiner anschließenden dreijährigen Aspirantur wurde er Preisträger mehrerer internationaler Wettbewerbe.
1973 wurde er Erster Solocellist im Gewandhausorchester Leipzig und im gleichen Jahr Mitglied des Gewandhaus-Quartetts. Neben seiner Tätigkeit im Orchester trat er auch solistisch auf. Dabei spielte er mit verschiedenen Orchestern in Europa, Japan, Südamerika und in den USA. Besonders während der Zeit von Kurt Masur als Gewandhauskapellmeister spielte er Solokonzerte mit dem Gewandhausorchester. Er trat beim Musikfestival Prager Frühling, beim Schleswig-Holstein Musik Festival sowie in Granada und Ann Arbor auf. 1993 wurde Jürnjakob Timm als Solocellist in das Orchester der Bayreuther Festspiele berufen.
1988 wurde Timm zum Honorarprofessor an der Hochschule für Musik und Theater „Felix Mendelssohn Bartholdy“ Leipzig ernannt. Als Gastdozent unterrichtete er seit 1986 auch in Japan.
2014 verabschiedete sich Jürnjakob Timm altershalber von Gewandhausorchester und Gewandhaus-Quartett. Letzterem gehörte er zwischenzeitlich wieder als Gast an.

## Aufnahmen
Seine umfangreiche Diskographie umfasst Einspielungen von Violoncellokonzerten als auch von Kammermusik, so zum Beispiel die Konzerte von Robert Schumann und Peter Tschaikowski mit dem Gewandhausorchester, von Eugen d’Albert mit dem Berliner Sinfonie-Orchester, Beethovens Tripelkonzert mit Peter Rösel, Christian Funke und der Dresdner Philharmonie sowie Günter Kochans 2. Cellokonzert mit dem Rundfunk-Sinfonieorchester Berlin, dessen Uraufführung er auch spielte.
Neben 25 Aufnahmen mit dem Gewandhaus-Quartett und Solostücken, wie Bachs Cello-Solo-Suiten, gibt es zahlreiche Titel mit verschiedenen Kammermusik-Besetzungen.

## Familie
Zwei Söhne Timms sind ebenfalls Musiker. Thomas Timm ist Erster Stimmführer der Gruppe der Zweiten Violinen bei den Berliner Philharmonikern. Andreas Timm wirkt als Stellvertretender Solocellist beim Konzerthausorchester Berlin.